# Scott Krinsky
Scott Krinsky (Washington, 24 novembre 1968) è un attore e comico statunitense Ha raggiunto discreta notorietà recitando il ruolo di Jeff Barnes nella serie televisiva Chuck prodotta dalla NBC Jeff e interpretando il ruolo di Darryl nella serie The O.C...

## Biografia
È nato a Washington il 24 novembre 1968. Si è laureato in comunicazione e giornalismo alla Salisbury University, e anche in arti culinarie a Los Angeles. Nel 1994 ebbe una parte non accreditata nel film Una figlia in carriera, il primo vero ruolo però lo recitò nel film Cutting Tom Finn, dove recita la parte di Harry. La prima apparizione in una serie TV risale al 2006, quando interpreta Darryl in The O.C..
Tuttavia il suo personaggio più famoso è Jefferson Barnes nella serie prodotta dalla NBC Chuck (2007).

## Filmografia

### Cinema
- Una figlia in carriera (I'll Do Anything), regia di James L. Brooks (1994)
- Cutting Tom Finn, regia di Robert Taleghany – cortometraggio (2001)
- The Dry Spell, regia di John Erick Dowdle (2005)
- Amore Made Easy, regia di Peter Luisi (2006)
- Shamelove, regia di Matt McUsic (2006)
- Silverlake Video: The Movie, regia di Matteo Ribaudo (2010)
- Drain Baby, regia di Rick Spalla (2011)
- Transformers 3 (Transformers: Dark of the Moon), regia di Michael Bay (2011)
- Jobs, regia di Joshua Michael Stern (2013)
- Tangerine, regia di Sean Baker (2015)

### Televisione
- Senza traccia (Without a Trace) – serie TV, episodio 4x10 (2005)
- The O.C. – serie TV, 5 episodi (2006-2007)
- Chuck – serie TV, 91 episodi (2007-2012) – Jeffrey "Jeff" Barnes
- Togetherness – serie TV, episodi 2x05-2x06 (2016)
- Maron – serie TV, episodio 4x08 (2016)